# Björn Thelin
Björn Åke Thelin, född 27 juni 1942 i Stöde, död 24 januari 2017 i Ängelholm, var en svensk musiker, mest känd som basist i The Spotnicks. 
1958 blev han Göteborgs rockkung, som Rock-Teddy i en tävling i Göteborgs konserthus med kompgruppen Blue Caps. 2001 gav han ut boken Dé vá då, dé som återspeglade hans liv fram till dess. 2005 spelade Thelin tillsammans med Sveriges Rockprins och The Sixties on tour på olika festivalspelningar, bland annat på Kungstorgets stora scen på Göteborgskalaset. Han är begravd på Stampens kyrkogård i Göteborg.

## Filmografi
- 1964 – Älskling på vift